# Kanton Meyssac
Der Kanton Meyssac war von 1790 bis 2015 ein französischer Wahlkreis im Département Corrèze und in der damaligen Region Limousin. Er umfasste 14 Gemeinden im Arrondissement Brive-la-Gaillarde; sein Hauptort (frz.: chef-lieu) war Meyssac. Die landesweiten Änderungen in der Zusammensetzung der Kantone brachten im März 2015 seine Auflösung.

## Gemeinden
| Gemeinde                | Einwohner (Stand: 2022) | Code Postal | Code INSEE |
| ----------------------- | ----------------------- | ----------- | ---------- |
| Branceilles             | 276                     | 19500       | 19029      |
| Chauffour-sur-Vell      | 413                     | 19500       | 19050      |
| Collonges-la-Rouge      | 478                     | 19500       | 19057      |
| Curemonte               | 215                     | 19500       | 19067      |
| Lagleygeolle            | 224                     | 19500       | 19099      |
| Ligneyrac               | 293                     | 19500       | 19115      |
| Lostanges               | 152                     | 19500       | 19119      |
| Marcillac-la-Croze      | 176                     | 19500       | 19126      |
| Meyssac                 | 1290                    | 19500       | 19138      |
| Noailhac                | 351                     | 19500       | 19150      |
| Saillac                 | 210                     | 19500       | 19179      |
| Saint-Bazile-de-Meyssac | 137                     | 19500       | 19184      |
| Saint-Julien-Maumont    | 173                     | 19500       | 19217      |
| Turenne                 | 803                     | 19500       | 19273      |